# Alessandro Pellicori
Alessandro Pellicori (Cosenza, 22 de julho de 1981) é um futebolista italiano, que atua como atacante.
Atuou da temporada 1999/00 a 2008/2009 em diversos clubes da Itália tendo algum destaque no Avellino e no Varese.
Jogou a temporada 2010/2011 pelo Torino, por empréstimo pelo Queens Park Rangers FC. Ao final da temporada voltou ao QPR.